# Hybos bhainse
Hybos bhainse är en tvåvingeart som beskrevs av Smith 1965. Hybos bhainse ingår i släktet Hybos och familjen puckeldansflugor.
Artens utbredningsområde är Nepal. Inga underarter finns listade i Catalogue of Life.